# Kryształy walencyjne
Kryształy walencyjne (inaczej kowalentne, kowalencyjne, o wiązaniu atomowym, homopolarnym) – są to kryształy mające w węzłach sieci krystalicznej obojętne elektrycznie atomy. Wiązania tworzą pary elektronów walencyjnych pochodzących od dwóch sąsiednich atomów. Elektrony te stanowią wspólną własność obydwu atomów. Takie wiązania przejawiają wyraźną kierunkowość, a typowym przykładem jest diament.
Cechy kryształów walencyjnych to duża twardość oraz małe przewodnictwo elektryczne.